# C1 Advanced
Il C1 Advanced, in passato conosciuto come Cambridge English: Advanced o Certificate in Advanced English o CAE (Certificato di inglese avanzato), è un certificato di conoscenza generale della lingua inglese rilasciato da Cambridge Assessment English.
Nel CEFR, che divide la conoscenza di una lingua in sei livelli (dal più basso al più alto: A1, A2, B1, B2, C1, C2), il C1 Advanced corrisponde al livello C1. 
L'esame rientra nel novero degli esami Cambridge Assessment English. Chi supera tale esame ha una conoscenza profonda della lingua inglese e può seguire un corso universitario in lingua inglese, anche in un paese anglofono. Il C1 Advanced è ritenuto molto valido, specialmente per gli studenti stranieri che si iscrivono alle università britanniche, dal momento che rappresenta la minima qualifica necessaria all'iscrizione.
Come per tutti gli altri esami di Cambridge, la qualifica, una volta conseguita, non è mai revocata. I singoli istituti (ad esempio università, datori di lavoro, organizzazioni professionali ed enti governativi) possono comunque decidere se accettare o meno una certificazione conseguita da più di due anni, sebbene molti di essi siano disposti ad accettare documenti comprovanti attività di pratica e miglioramento della lingua successive alla data dell’esame.

## Storia
Il C1 Advanced è stato sviluppato in risposta al feedback dei centri linguistici secondo cui c'era un divario troppo grande tra le qualifiche ora conosciute come B2 First e C2 Proficiency.
È stato progettato per consentire agli studenti di ottenere la certificazione per livelli avanzati di inglese adatti all'uso nella vita accademica e professionale ed è stato sviluppato utilizzando un approccio socio-cognitivo ovvero incoraggia le competenze linguistiche per l'uso in situazioni di vita reale.
Dopo il lancio dell'esame, la qualifica è stata continuamente aggiornata per riflettere i cambiamenti nell'insegnamento e nella valutazione delle lingue. Gli aggiornamenti più recenti hanno avuto luogo nel 2015. Le differenze principali sono: l'esame è ora più breve di 45 minuti; ci sono quattro prove d'esame, anziché cinque (le sezioni di Reading e Use of English sono state combinate in un'unica prova); ci sono nuove competenze su cui l'esame si focalizza e nuovi tipi di attività.

## Struttura
L'esame comprende quattro prove:
1. Reading e Use of English (1 ora e 30 minuti), 40% del punteggio:
È formato da otto parti e cinquantasei domande. Lo scopo è mostrare di sapersela cavare perfettamente con diversi tipi di testo (ad esempio, romanzi, giornali e riviste). Si testa il modo in cui sono utilizzati grammatica e vocabolario con diversi tipi di esercizi.
2. Writing (1 ora e 30 minuti), 20% del punteggio:
È formato da due parti. Lo scopo è creare due diversi tipi di testo (ad esempio, saggio, lettera/e-mail, progetto, report, recensione).
3. Listening (circa 40 minuti), 20% del punteggio:
È formato da quattro parti e trenta domande. Lo scopo è testare l'abilità di seguire e capire una vasta gamma di conversazioni (ad esempio, interviste, trasmissioni radiofoniche, presentazioni e conversazioni con tema quotidiano).
4. Speaking (15 minuti), 20% del punteggio:
È formato da quattro parti. Con due (o tre, in caso di numero dispari) candidati e due esaminatori; l’obiettivo è di testare l'abilità di esprimersi in maniera efficace.
Ogni sezione (Reading, Use of English, Writing, Listening e Speaking) viene valutata in modo differente e contribuisce al punteggio totale per il 20%. Pertanto, il voto finale è una media del voto delle varie sezioni. Non è necessario che il candidato raggiunga la sufficienza in ogni sezione, purché la media finale di tutti i punteggi sia di almeno 180.

## Voti
Il voto è assegnato in base al punteggio ottenuto, secondo la seguente tabella. Le percentuali rappresentano il numero di candidati C1 Advanced che hanno conseguito il risultato in Italia nel 2017.
| Voto               | Punteggio    | Livello CEFR       | %     |
| ------------------ | ------------ | ------------------ | ----- |
| A (lode)           | da 200 a 210 | C2                 | 10,7% |
| B (distinto)       | da 193 a 199 | C1                 | 20,8% |
| C (esame superato) | da 180 a 192 | C1                 | 45,8% |
| Livello B2         | da 160 a 179 | B2                 | 20,7% |
| Esame non superato | da 142 a 159 | Nessun certificato | 2%    |

L’esame è tarato sul livello C1, ma fornisce riferimenti anche per il raggiungimento di un livello più alto (C2) o più basso (B2). I candidati che superano l'esame con un punteggio da 200 a 210 ottengono un certificato di livello C1 in cui si afferma di aver dimostrato abilità per il C2, ma non corrisponde pienamente al certificato C2 Proficiency. Con un punteggio inferiore a 180 l'esame non è superato; tuttavia, se il punteggio è di almeno 160, viene rilasciato un certificato di livello B2. Con punteggi dal 142 al 159 l’esame non è superato e non si riceve alcun certificato. I punteggi inferiori a 142 non sono riportati per questo esame.

## Utilizzo
Il C1 Advanced è utilizzato per scopi di studio, lavoro e immigrazione. È progettato per dimostrare che un candidato ha raggiunto un alto livello di conoscenza della lingua inglese che può essere utilizzato in contesti accademici e professionali. Certifica l'abilità di seguire corsi universitari, comunicare efficacemente a livello professionale e manageriale, partecipare a meeting di lavoro e seminari accademici, esprimersi in maniera fluente in situazioni di alto livello. È accettato da più di 8.000 organizzazioni, aziende ed università in tutto il mondo. Diversi istituti di istruzione superiore accettano C1 Advanced ai fini dell'ammissione. Questi includono università con sede in:
- Australia (es. Università Monash)
- Canada (es. Università di Toronto)
- Francia (es. ICN Business School)
- Germania (es. Università Ludwig Maximilian di Monaco)
- Hong Kong (es. Università di Hong Kong della Scienza e Tecnologia)
- Italia (es. Politecnico di Milano)
- Giappone (es. Università imperiale di Tokyo)
- Spagna (es. Università Carlo III di Madrid)
- Svizzera (es. Politecnico federale di Zurigo)
- Regno Unito (es. Università di Oxford)
- Stati Uniti (es. Università della Virginia).

Un elenco completo delle organizzazioni è accessibile sul sito di Cambridge Assessment English.
C1 Advanced e C2 Proficiency possono essere utilizzati per accedere a corsi di laurea (o superiori) in quasi tutte le università del Regno Unito. Questo perché i candidati che devono richiedere un visto per studiare a livello di laurea o superiore a uno sponsor di livello 4 devono solo soddisfare i requisiti di lingua inglese stabiliti dall'università; non devono sostenere un test dall'elenco UKVI di test di lingua inglese sicuri (test SELT).
In Lituania, Moldavia e Polonia gli studenti con un certificato C1 Advanced ottengono l'esenzione dalle componenti inglesi degli esami di fine studi.
C1 Advanced può essere utilizzato a fini di visto, con riconoscimento da parte del Dipartimento australiano per l'immigrazione e la protezione delle frontiere (DIBP, precedentemente DIAC) per i visti degli studenti. DIBP ha esteso il riconoscimento di C1 Advanced e ora accetterà i punteggi nell'esame per il visto di laurea temporaneo, qualificato, ex residente e di lavoro e ferie.
Molte istituzioni accettano più di un esame di lingua inglese, ad esempio C1 Advanced e IELTS. Tuttavia, ci sono alcune sottili differenze tra questi due esami. Ad esempio, C1 Advanced certifica ai livelli B2, C1 e C2 - i livelli linguistici necessari per lo studio e il lavoro; IELTS è progettato per testare una gamma molto più ampia di livelli linguistici, dal livello CEFR A1 al C2.

## Confronto con i certificati IELTS
L'Università di Cambridge stima che un C1 Advanced con voto C corrisponda ad un certificato IELTS con voto fra 6,5 e 7,5 e un C1 Advanced con voto B ad un IELTS con voto fra 7,5 e 8,0.
I titolari di un certificato C1 Advanced mostrano abilità linguistiche simili ai candidati che hanno un punteggio IELTS da 6,5 a 8,0. La tabella seguente mostra un confronto dei punteggi Cambridge English Scale, usati nel C1 Advanced, con i punteggi della banda IELTS.
| Punteggi Cambridge English Scale | Punteggi della banda IELTS |
| -------------------------------- | -------------------------- |
| 191                              | 7,5                        |
| 185                              | 7,0                        |
| 176                              | 6,5                        |
| 169                              | 6,0                        |
| 162                              | 5,5                        |
| 154                              | 5,0                        |